# Matto Barfuss

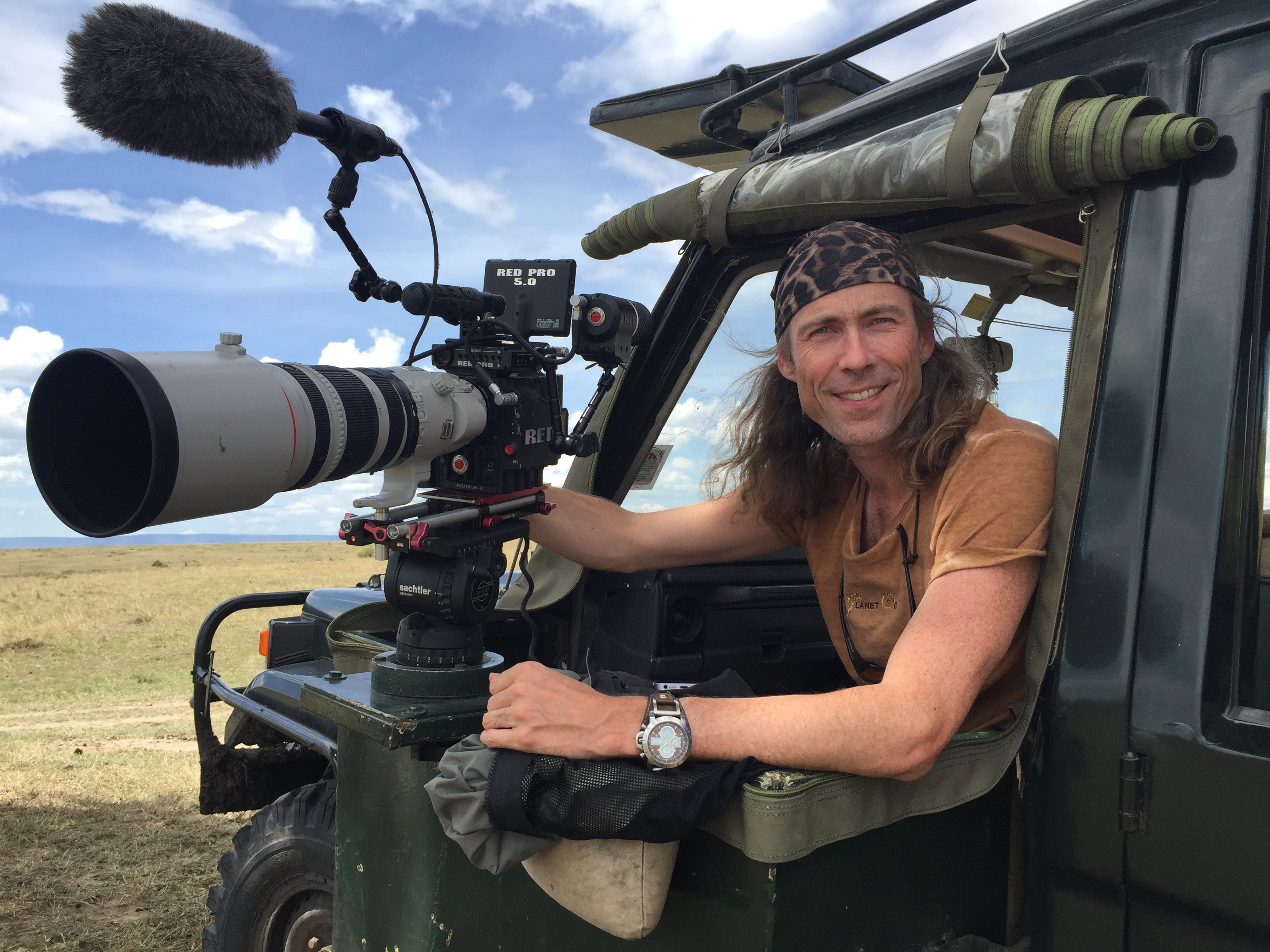
Matto Barfuss (2009)

Matto Barfuss (* 5. Juni 1970 in Sinsheim als Matthias Huber) ist ein deutscher Künstler, Kunstmaler, Fotograf, Filmemacher, Artenschützer und Autor. Nachdem er in den Medien häufig als der Gepardenmann bezeichnet wurde, verwendet er diesen Beinamen ebenfalls.
Am 1. August 2013 wurde Matto Barfuss vom damaligen Bundesumweltminister Peter Altmaier zum UN-Dekaden-Botschafter für biologische Vielfalt berufen.

## Leben
Matto Barfuss wuchs bei seinen Eltern Erna und Dieter Huber als Matthias Huber auf einem Bio-Bauernhof im nordbadischen Sinsheim auf.
Bereits in seinem 12. Lebensjahr betätigte Barfuss sich künstlerisch. Er besuchte regelmäßig den Heidelberger Zoo, um Tausende von Skizzen zu fertigen, und gewann den 1. Preis beim Internationalen Jungkünstlerwettbewerb. Noch zweimal konnte er diesen Erfolg wiederholen.
1984 hatte Barfuss seine erste Einzelausstellung, gewann weitere Kunstpreise und erhielt u. a. den UNESCO-Fotopreis. 1987 begann er seine Kunstaktionen RockART. Sein Augenmerk lag dabei auf den Themen gesellschaftskritische Betrachtung, Umweltschutz und provokante Kunstaktionen.
1989 überquerten Matthias Huber und René Wöfel als „Barfuß-Aktivisten“ sowie der Schuhe tragende Jürgen Schorr in 21 Tagen die Alpen von Deutschland über Österreich nach Italien. Die Strecke über 260 km führte von Garmisch-Partenkirchen über Innsbruck und die Ötztaler Alpen nach Meran. Durch die Aktion sollte demonstriert werden, dass die Abnutzung der Hornhaut an den Füßen mit der Erosion in den Alpen vergleichbar ist. Dieses sogenannte „Extremkunstwerk“ wurde von ORF und RTL verbreitet und erhielt ein starkes Medienecho. Da „Matto“ in italienischer Sprache verrückt bedeutet, kam Matthias Huber so zu dem Künstlernamen Matto Barfuss.
Anfang Mai 1990 eröffnete Barfuss seine eigene Galerie. Auf 150 m² Ausstellungsfläche in einem Wohnhaus im fränkischen Herrieden zeigte er rund 80 Ölgemälde sowie etwa 90 Aquarelle und Zeichnungen. Thema der Ausstellung waren die Idole der Rock- und Popmusik. 1991 folgte die Eröffnung von Europas erster Music-Art-Galerie. Unter dem Namen Movis Musica stellte er die „Evolution“ der Musiktöne vor.

## Natur- und Tierschutz
Gegen Ende der 1990er Jahre verlegte sich Barfuss mehr und mehr auf Natur- und Tierschutz. Die Tätigkeitsschwerpunkte liegen im östlichen und südlichen Afrika. Anfangs arbeitete er in Kenia, später kamen hauptsächlich Ruanda, Botswana, Namibia und Sambia hinzu.
1998 lebte er in der Masai Mara, die in Kenia die tansanische Serengeti-Savanne nach Norden fortsetzt, 25 Wochen lang mit einer wilden Gepardenfamilie zusammen. Im Buch My Cheetah Family mit Fotos und Malereien berichtete er über die Erlebnisse. Der Bildband und das Medienecho, auch im Fernsehen, machten den Autor einer breiten Öffentlichkeit bekannt. Im gleichen Jahr gründete Barfuss den Verein Leben für Geparden. Anschließend erschienen weitere Bücher von Barfuss, und er begann, Tonbildschauen zu veranstalten und eigene Tierfilme auf DVD zu produzieren.
2000 zog Matto Barfuss nach Freistett (Südbaden) und eröffnete dort sein Kunsthaus Galerie Matto Barfuss. In diesem Ökohaus zeigt er auf 350 m² Querschnitte seiner Schaffensperioden.
In der Folge widmete sich Barfuss neben dem Gepardenschutz auch anderen Tierarten, so den Berggorillas und den Löwen. 2003 entwarf er das Wildlife-Schulbuch für Sambia; über Spenden finanziert, wird es dort den Schulen zur Verfügung gestellt, um die Kinder für den Naturreichtum ihrer Heimat zu sensibilisieren und sie zum Schutz der Wildtiere zu motivieren.
Am 1. Januar 2013 begann Barfuss mit den Dreharbeiten zum Film über die Gepardin Maleika, der am 12. Oktober 2017 in die Kinos kam. Die Weltpremiere des Films war am 4. Oktober 2017 in Berlin. Im Hinblick auf das Filmprojekt entwarf Barfuss zusammen mit dem Modemacher Marc Cain die Modekollektion Maleika.
Am 4. Oktober 2023, dem Welttierschutztag, hatte sein Kinofilm „PAMBARA - brauchen wir einen Boss?“ in Berlin Premiere. Darin spielt ein Erdmännchen namens Eddi Erdmann die Hauptrolle.

## Werke

### Bücher
- Leben mit Geparden. Naturbuch-Verlag, Augsburg 1998, ISBN 978-3-89440-329-4.
- Land der Geparden. Augustus, Augsburg 1999, ISBN 978-3-8043-7156-9.
- My Cheetah Family. Lerner Publishing Group, Minneapolis 1999, ISBN 978-1-57505-377-6 (englisch).
- Geheimnis Afrika. Verlag Pattloch, Augsburg 1999, ISBN 3-629-00164-5.
- Gepardenträume. Eulen Verlag, München 2001, ISBN 978-3-89102-457-7.
- Ich war ein Gepard. Zu Gast bei einer wildlebenden Gepardenfamilie in der Serengeti. Moewig/Edel Verlag, Rastatt 2004, ISBN 978-3-8118-1901-6.
- Unter Berggorillas. Matto Barfuss unterwegs zu den letzten Berggorillas dieser Erde. Verlag Franckh-Kosmos, Stuttgart 2005, ISBN 978-3-440-10381-4.
- Matto Barfuss: Barfuss im Gepardenland. Hrsg.: Dieter Krone. Verlag Krone, Lünen 2006, ISBN 978-3-937485-71-3.
- Meine Elefantenfamilie. Verlag Krone, Lünen 2007, ISBN 978-3-940486-00-4.
- Auf der Suche nach dem Paradies. Mein Leben mit Geparden. Goldmann Verlag, München 2009, ISBN 978-3-641-01096-6.
- …mit Löwen durch Afrika. Verlag Edition G, 2010, ISBN 978-3-9813503-0-2.
- Die Geparden der Kalahari. Verlag Edition G, 2012, ISBN 978-3-9813503-9-5.

### Filme
- 2017: Maleika
- 2023: PAMBARA – brauchen wir einen Boss?[12]